# Справедливая Россия — За правду (фракция)
«Справедливая Россия — За правду» — наименование фракции политической партии «Справедливая Россия — Патриоты — За правду» в Государственной Думе Федерального Собрания Российской Федерации.

## История формирования фракции
Фракция была создана в 2003 году членами НПС «Родина». Изначально заявленная политическая ориентация избирательного блока «Родина» включала в себя умеренный национализм, патриотизм, контроль за природными ресурсами, увеличение влияния государства в экономике, поддержку наступательного внешнеполитического курса руководства России. В 2005 году члены «Народной воли» и СЕПР вышли из этой фракции и создали отдельную. В 2007 году, в связи с присоединением РПЖ и РПП, фракция переименована в «Справедливую Россию». После объединения с партиями «Патриоты России» и «За правду» и выборов в 2021 году фракция стала именоваться «Справедливая Россия — За правду» (сокращённо — СРЗП).

## Состав фракции «Справедливая Россия» вГосударственной думе VIII созыва(2021—2026)
В Государственной Думе VIII созыва численность фракции от партии «Справедливая Россия — Патриоты — За правду» увеличилась до 28 депутатов. Из них 19 человек прошло по федеральному списку, 8 человек из выдвинутых партией выиграли выборы по одномандатным округам, ещё один политик (Анатолий Вассерман) шёл на выборы как самовыдвиженец, но затем присоединился к фракции.
14 октября 2021 года избранный в Государственную думу сопредседатель партии Евгений Прилепин сдал мандат, который был передан Дмитрию Кузнецову. Осуждённого за крупную взятку и объявленного в уголовный розыск Вадима Белоусова 1 ноября 2023 года лишили мандата, который было решено передать следующей по региональному списку Олесе Редькиной, однако в связи с возбуждением в её отношении уголовного дела мандат был передан Марине Ким.

### Руководство фракции
- Руководитель фракции — Миронов, Сергей Михайлович
- Первый заместитель руководителя — Гусев, Дмитрий Геннадьевич
- Первый заместитель руководителя — Нилов, Олег Анатольевич
- Первый заместитель руководителя — Семигин, Геннадий Юрьевич
- Первый заместитель руководителя — Лантратова, Яна Валерьевна
- Заместитель руководителя — Гартунг, Валерий Карлович
- Заместитель руководителя — Драпеко, Елена Григорьевна
- Заместитель руководителя — Кузнецов, Андрей Анатольевич
- Заместитель руководителя — Лисицын, Анатолий Иванович
- Заместитель руководителя — Чепа, Алексей Васильевич

### Вице-спикер от фракции
- Заместитель Председателя Государственной Думы от фракции «Справедливая Россия» — Бабаков, Александр Михайлович

### Члены фракции
1. Миронов, Сергей Михайлович
2. Семигин, Геннадий Юрьевич
3. Бабаков, Александр Михайлович
4. Терентьев, Александр Васильевич
5. Тумусов, Федот Семёнович
6. Каноков, Тимур Борисович
7. Ананских, Игорь Александрович
8. Ким, Марина Евгеньевна
9. Гусев, Дмитрий Геннадьевич
10. Чепа, Алексей Васильевич
11. Ремезков, Александр Александрович
12. Кузнецов, Андрей Анатольевич
13. Лантратова, Яна Валерьевна
14. Кабышев, Сергей Владимирович
15. Делягин, Михаил Геннадьевич
16. Нилов, Олег Анатольевич
17. Новичков, Николай Владимирович
18. Бурляев, Николай Петрович
19. Кузнецов, Дмитрий Вадимович
20. Аксаков, Анатолий Геннадьевич
21. Григорьев, Юрий Иннокентьевич
22. Аксёненко, Александр Сергеевич
23. Гартунг, Валерий Карлович
24. Лисицын, Анатолий Иванович
25. Грешневиков, Анатолий Николаевич
26. Хованская, Галина Петровна
27. Вассерман, Анатолий Александрович
28. Драпеко, Елена Григорьевна

## Состав фракции «Справедливая Россия» вГосударственной думе VII созыва(2016—2021)
В Государственной Думе VII созыва численность фракции от партии «Справедливая Россия» составила 23 депутата.
9 октября 2017 года депутат фракции Бурков, Александр Леонидович был назначен временно исполняющим обязанности губернатора Омской области до вступления в должность губернатора, которого выбрали в сентябре 2018 года. Вакантный мандат Александра Буркова был передан депутату Законодательного собрания Свердловской области Ионину, Дмитрию Александровичу.

### Руководство фракции
- Руководитель фракции — Миронов, Сергей Михайлович
- Заместитель руководителя — Гартунг, Валерий Карлович
- Заместитель руководителя — Драпеко, Елена Григорьевна
- Заместитель руководителя — Емельянов, Михаил Васильевич
- Заместитель руководителя — Нилов, Олег Анатольевич
- Заместитель руководителя — Омаров, Гаджимурад Заирбекович
- Заместитель руководителя — Тумусов, Федот Семёнович
- Заместитель руководителя — Чепа, Алексей Васильевич

### Вице-спикер от фракции
- Заместитель Председателя Государственной Думы от фракции «Справедливая Россия» — Епифанова, Ольга Николаевна

### Члены фракции
1. Аксаков, Анатолий Геннадьевич
2. Ананских, Игорь Александрович
3. Белоусов, Вадим Владимирович
4. Газзаев, Валерий Георгиевич
5. Гартунг, Валерий Карлович
6. Грешневиков, Анатолий Николаевич
7. Драпеко, Елена Григорьевна
8. Емельянов, Михаил Васильевич
9. Епифанова, Ольга Николаевна
10. Ионин, Дмитрий Александрович
11. Крючек, Сергей Иванович
12. Левин, Леонид Леонидович
13. Миронов, Сергей Михайлович
14. Николаев, Олег Алексеевич
15. Нилов, Олег Анатольевич
16. Омаров, Гаджимурад Заирбекович
17. Ремезков, Александр Александрович
18. Рыжак, Николай Иванович
19. Терентьев, Александр Васильевич
20. Тумусов, Федот Семёнович
21. Хованская, Галина Петровна
22. Чепа, Алексей Васильевич
23. Чиркова, Ирина Александровна
24. Шеин, Олег Васильевич

## Состав фракции «Справедливая Россия» вГосударственной думе VI созыва(2011—2016)
В декабре 2011 года в Государственную думу VI созыва было избрано 64 депутата по спискам политической партии «Справедливая Россия».
14 сентября 2012 года Государственная Дума лишила полномочий депутатского мандата Гудкова Геннадия Владимировича. 3 октября 2012 года вакантный мандат был передан Тарнавскому Александру Георгиевичу.
10 июня 2014 года депутат Митрофанов Алексей Валентинович решением Государственной думы был лишён депутатской неприкосновенности, после чего покинул Россию. 23 сентября 2014 года Госдума освободила Митрофанова от должности председателя комитета по информационной политике, информационным технологиям и связи. 6 июня 2016 года решением фракции Митрофанов был лишён депутатских полномочий.
7 апреля 2015 года Госдума по запросу Генпрокуратуры лишила депутатской неприкосновенности Пономарева Илью Владимировича для расследования по делу о растрате средств фонда «Сколково», 16 октября 2015 года дала согласие на его заочный арест. 10 июня 2016 года Госдума РФ лишила Пономарёва депутатских полномочий за систематическое неисполнение своих обязанностей, в том числе прогулы пленарных заседаний в течение 30 и более календарных дней.
В апреле 2016 года депутат фракции Левичев Николай Владимирович был избран членом Центральной избирательной комиссии РФ, вакантный мандат был передан Шеину Олегу Васильевичу. В апреле 2016 года после назначения Москальковой Татьяны Николаевны уполномоченным правам человека в РФ, вакантный мандат был передан Петеляевой Ирине Владимировне.

### Руководство фракции
- Руководитель фракции — Миронов, Сергей Михайлович

### Вице-спикер от фракции
- Заместитель Председателя Государственной Думы от фракции «Справедливая Россия» — Левичев, Николай Владимирович

### Члены фракции
1. Агеев Александр Александрович
2. Аксаков Анатолий Геннадьевич
3. Беляков Антон Владимирович
  1. Красильникова Ольга Константиновна
4. Брячак Михаил Васильевич
5. Бурков Александр Леонидович
6. Ванчугов Роман Анатольевич
7. Гартунг Валерий Карлович
8. Гасанов Джамаладин Набиевич
9. Горовцов Дмитрий Евгеньевич
10. Горячева Светлана Петровна
11. Грачёв Иван Дмитриевич
12. Грешневиков Анатолий Николаевич
13. Гудков Геннадий Владимирович
14. Гудков Дмитрий Геннадьевич
15. Дмитриева Оксана Генриховна
16. Доронин Сергей Александрович
17. Драпеко Елена Григорьевна
18. Емельянов Михаил Васильевич
19. Епифанова Ольга Николаевна
20. Зотов Игорь Львович
21. Зубов Валерий Михайлович
22. Ильковский Константин Константинович
  1. Матханов Иринчей Эдуардович
23. Казаков Алексей Валерьевич
24. Крутов Андрей Дмитриевич
25. Кузьмина Алла Владимировна
26. Курочкин Антон Анатольевич
27. Лакутин Николай Афанасьевич
28. Левин Леонид Леонидович
29. Левичев Николай Владимирович
30. Ломакин-Румянцев Александр Вадимович
31. Машкарин Владимир Петрович
32. Мизулина Елена Борисовна
33. Миронов Сергей Михайлович
34. Митрофанов Алексей Валентинович
35. Михеев Олег Леонидович
36. Москалькова Татьяна Николаевна
37. Музыкаев Аднан Абдулаевич
38. Нилов Олег Анатольевич
39. Носовко Геннадий Сергеевич
40. Оганян Оганес Арменакович
41. Озеров Андрей Александрович
42. Парахин Владимир Вячеславович
43. Пахолков Олег Владимирович
44. Петеляева Ирина Владимировна
45. Петров Сергей Анатольевич
46. Петухова Наталья Рэмовна
47. Пономарев Илья Владимирович
48. Романович Александр Леонидович
49. Руденко Андрей Викторович
50. Селиванов Юрий Алексеевич
51. Сердюк Михаил Иванович
52. Тарнавский Александр Георгиевич
53. Терентьев Александр Васильевич
54. Туманов Андрей Владимирович
55. Тумусов Федот Семёнович
56. Ушаков Дмитрий Владимирович
57. Харлов Вадим Борисович
58. Хованская Галина Петровна
59. Чепа Алексей Васильевич
60. Черешнев Валерий Александрович
61. Четвериков Александр Владимирович
62. Швецов Василий Георгиевич
63. Шеин Анатолий Алексеевич
64. Шеин Олег Васильевич
65. Шудегов Виктор Евграфович

## Состав фракции «Справедливая Россия» вГосударственной думе V созыва(2007—2011)
В Государственной Думе V созыва численность фракции Справедливая Россия составляла 39 депутатов.

### Руководство фракции
- Руководитель фракции — Сергей Миронов
- Первый заместитель руководителя фракции — Михаил Емельянов
- Заместитель руководителя — Валерий Гартунг
- Заместитель руководителя — Светлана Горячева
- Заместитель руководителя — Геннадий Гудков (лишён мандата 14 сентября 2012 года)[18]
- Заместитель руководителя — Оксана Дмитриева
- Заместитель руководителя — Олег Шеин

### Вице-спикер от фракции
- Заместитель Председателя Государственной Думы от фракции «Справедливая Россия» — Александр Бабаков

### Члены фракции
| - 1. Анатолий Аксаков - 2. Семен Багдасаров - 3. Антон Беляков - 4. Константин Бесчетнов - 5. Александр Бурков - 6. Елена Вторыгина - 7. Эльмира Глубоковская - 8. Иван Грачев - 9. Анатолий Грешневиков | - 10. Елена Драпеко - 11. Валерий Зубов - 12. Игорь Касьянов - 13. Алла Кузьмина - 14. Николай Левичев (Председатель Партии) - 15. Вера Лекарева - 16. Александр Ломакин-Румянцев - 17. Кира Лукьянова | - 18. Елена Мизулина - 19. Олег Михеев - 20. Татьяна Москалькова - 21. Аднан Музыкаев - 22. Сергей Петров - 23. Илья Пономарев - 24. Михаил Старшинов - 25. Александр Терентьев - 26. Федот Тумусов | - 27. Галина Хованская - 28. Валерий Черешнев - 29. Александр Четвериков - 30. Василий Шестаков - 31. Виктор Шудегов |